# Брањево
Брањево (пољ. Braniewo) град је у Пољској у вармињско-мазуријском војводству, седиште повјата. Кроз град протиче река Паселека. У њему живи 18.800 становника (2001), а његова површина износи 12 km².
- Поштански код је од 14-500 до 14-506
- Позивни број је (+48) 55
- Град се налази на координатама 54° 23' N 19° 50' Е
- Регистарске таблице су NBR
- Градоначелник је Хенрик Мрозински (2004)

## Историја
Према немачком географу Јохану Фридриху Голдбеку (1748–1812), град је првобитно носио име Брунсберг по Бруну фон Шауенбургу (1205–1281), бискупу Оломоуца у Моравској, који је пратио чешког краља Отокара II 1254. и 1267. учествовао у крсташком рату Тебтонских витезова против Старих Пруса.
Град је настао 1240. на месту древног пруског насеља Brusebergue (које је настало око крсташког замка). 1260. насеље је потпуно уништено услед пруског устанка. 1274. град Braunsberg (на пољском је зван Brunsbergą) је понивно подигнут и 1. априла 1284. од бискупа добио статус града. У том периоду град је био важан трговачки центар. Брањево је већ од XIV века било члан Ханзе. Године 1440. град је био један од оснивача Пруске конфедерације, која се супротстављала тевтонској власти, и на чији је захтев краљ Казимир IV Јагелон 1454. припојио територију Краљевини Пољској. Град се обавезао на верност пољском краљу и признао његову власт марта 1454. у Кракову. После тринаестогодишњег рата који је уследио, Теутонски витезови су се одрекли свих права на град у Другом трнском миру 1466. године.
Брањево је око три године окупирала Шведска током Ливонског рата у 16. веку. У Вармији је лутеранско учење поново потиснуто када је кнез-бискуп Станислав Хосиус (1504–1579) довео језуите и основао школу Collegium Hosianum. Међу ученицима школе били су пољски католички Свети Андреј Бобола, пољски државници и високи достојанственици Миколај Зебжидовски и Пјотр Гембицки, најистакнутији латински песник Европе из 17. века Мациеј Казимир Сарбиевски, мисионар, истраживач, математичар, синолог Јан Миколај Смогулецки, и Примас Пољске Габријел Подоски. Истакнути мађарски ренесансни песник Балинт Балаши боравио је у граду 1590–1591.
Године 1945. Брањево је у великој мери уништено од стране Црвене армије. После Другог светског рата град је добио словенски назив - Брањево (Braniewo). Након немачке предаје, суверенитет над градом је 7. јула свечано пренет на пољске власти.

## Демографија
| 2021.  |
| ------ |
| 16.907 |

- 1875: 10.796 становника
- 1880: 11.542 становника
- 1900: 12.497 становника
- 1910: 13.601 становника
- 1925: 13.893 становника
- 1933: 15.325 становника
- 1939: 21.142 становника
- 2001: 18.800 становника

### Атракције
- Базилика свете Катарине
- Црква свете Тројце (грчко-католичка)
- Улазна кула давног бискупског замка
- остаци градских зидина